# Fødselsdagsbarnet
Fødselsdagsbarnet er en dansk stumfilm fra 1926. Filmen er en reklamefilm for FDB.

## Handling
Denne artikel mangler et handlingsreferat. Hjælp os med at skrive det.